# Gagrella sadona
Gagrella sadona is een hooiwagen uit de familie Sclerosomatidae.